# Bahnhof Kensington (Olympia)

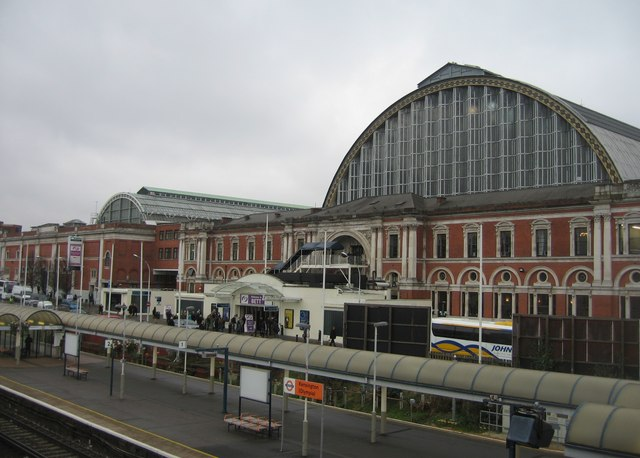
Bahnsteig und Olympia

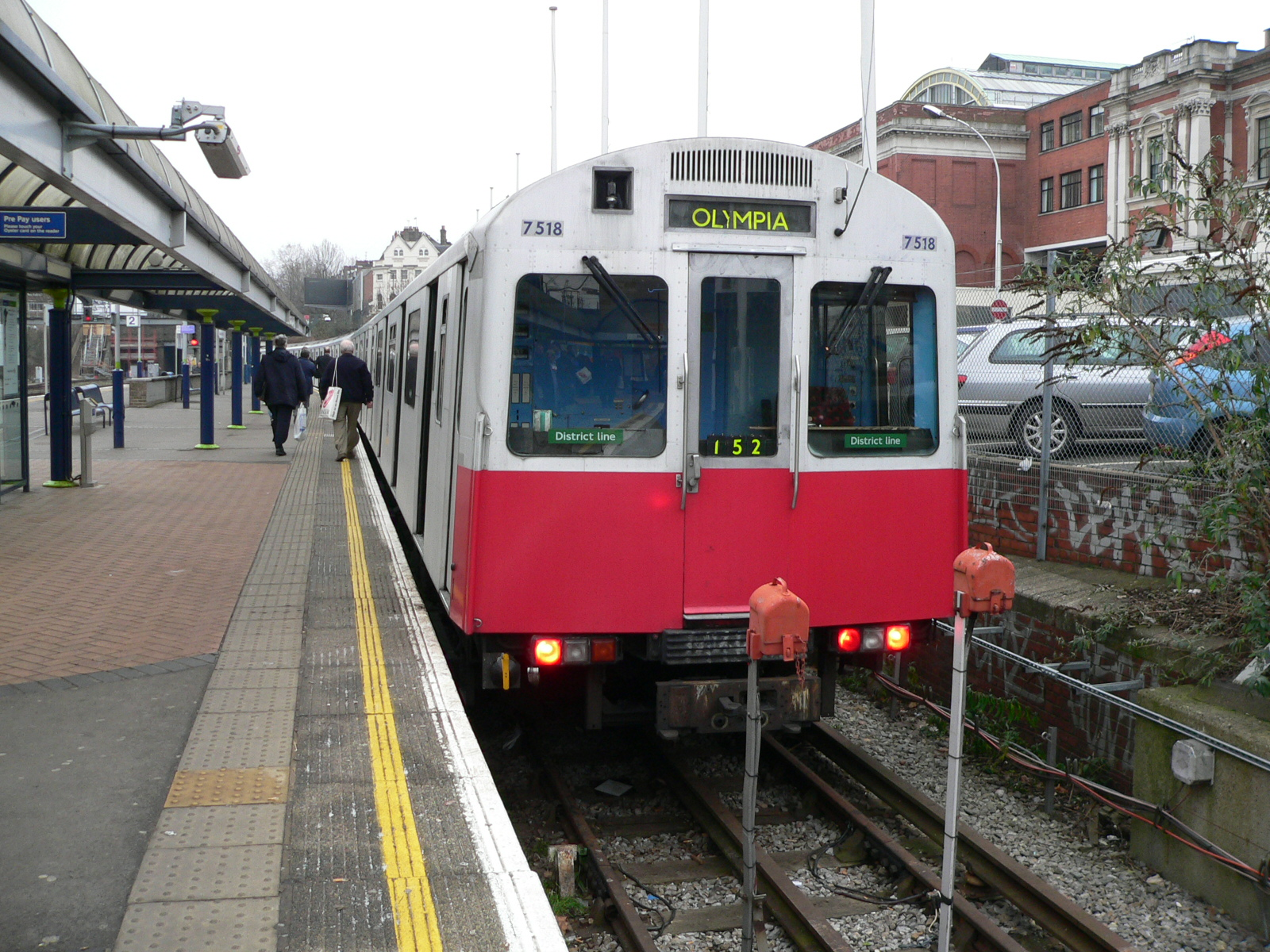
District Line am Ziel Olympia

Kensington (Olympia) ist ein Bahnhof im westlichen London, der im Unterschied zu Bahnhöfen wie South Kensington nicht nur der London Underground dient, sondern auch der London Overground und der Southern.
Die Anlage liegt in der Travelcard-Tarifzone 2, an der West London Line, die das Stadtzentrum umfährt. Da die Strecke exakt der Grenze zwischen zwei Stadtbezirken folgt, liegt der östliche Bahnsteig im Royal Borough of Kensington and Chelsea, der westliche im London Borough of Hammersmith and Fulham. Im Jahr 2014 nutzten 1,95 Millionen U-Bahn-Fahrgäste den Bahnhof, hinzu kommen 7,249 Millionen Fahrgäste der Eisenbahn.
London Overground verkehrt zwischen Clapham Junction und Willesden Junction (während der Hauptverkehrszeit weiter über die North London Line nach Stratford), die Gesellschaft Southern betreibt Züge von Milton Keynes nach Croydon. Kensington (Olympia) ist Endstation einer kurzen Pendelzug-Verbindung der District Line über Earl’s Court nach High Street Kensington (zurzeit nur an Wochenenden sowie bei Messeveranstaltungen).

## Geschichte
Die West London Joint Railway eröffnete im Mai 1844 den Haltepunkt Kensington südlich der Hammersmith Road, schloss ihn aber bereits nach einem halben Jahr wieder. Am 2. Juni 1862 wurde der Personenverkehr wieder aufgenommen, mit dem Bahnhof Addison Road am heutigen Standort nördlich der Hammersmith Road. Ab 1864 verkehrten auch Züge der Metropolitan Railway auf dem so genannten Outer Circle (Paddington – Latimer Road – South Kensington – Paddington), 1872 folgte die Metropolitan District Railway. Züge der London and South Western Railway hielten hier von 1869 bis 1916.
Am 2. Oktober 1940 musste der Bahnhof Addison Road kriegsbedingt geschlossen werden. Ab 20. Dezember 1946 verkehrte ein U-Bahn-Pendelzug der District Line auf dem Abschnitt nach Earl’s Court, gleichzeitig erhielt der Bahnhof seinen heutigen Namen. Ebenso verkehrte erstmals ein Eisenbahn-Pendelzug während der Hauptverkehrszeit nach Clapham Junction, den vor allem die Angestellten der nahe gelegenen Zentrale der britischen Postsparkasse (Postal Office Savings Bank) nutzten.
Von 1979 bis 2008 hielten in Kensington (Olympia) täglich einzelne Schnellzüge auf dem Weg von Birmingham nach Brighton, zwischenzeitlich auch Züge nach Eastbourne, Folkestone und Ramsgate. Nach einer Unterbrechung von 54 Jahren wurde 1994 der Eisenbahnverkehr zwischen Willesden Junction und Clapham Common wieder aufgenommen. Von 1994 bis 2007 diente Kensington (Olympia) als Ausweichstation für Eurostar-Züge, wenn diese den eigentlichen Endbahnhof Waterloo International nicht anfahren konnten.